# Christina Alessi
Christina Alessi is een personage uit de Australische serie Neighbours. Ze werd van 18 januari 1990 tot 5 augustus 1992 gespeeld door Gayle Blakeney, de negen minuten oudere tweelingzus van Gillian Blakeney die in dezelfde periode gestalte gaf aan Caroline Alessi. Op 6 september 2019 keerden Blakeney en haar zus terug voor drie afleveringen. 

## Biografie

### Hoe het begon
Tv-presentatrices Gayle en Gillian Blakeney werden in 1989 op eigen verzoek in de serie geschreven als, respectievelijk, Christina en Caroline Alessi; vanwege hun interesse in tweelingpsychologie stonden ze erop dat de personages zo geloofwaardig mogelijk werden neergezet. Zeven maanden nadat ze een contract hadden getekend werden hun eerste scenes gefilmd. 

### Verschillen met Caroline
Christina en Caroline zijn de dochters van een Australische moeder (Margaret Alessi) en een vader van Italiaanse afkomst (Frank Alessi).  Ze groeiden op met een oudere zus en twee jongere broers. Christina en Caroline hebben een typische tweeling-jeugd gehad met alle bijbehorende streken zoals het foppen van leraren en vriendjes. Hun gevoel voor humor zijn ze nooit helemaal kwijtgeraakt, en hoewel ze qua gedachten op één lijn bleven zitten ontstonden er ook duidelijke verschillen. Caroline is een vlotte zelfverzekerde meid, Christina daarentegen is verlegen, onhandig en slordig; ze wil slechts een goede echtgenote en moeder zijn, maar is daar volgens eigen zeggen niet in geslaagd. Zichtbare verschillen zijn er ook; Christina kleedt zich meisjesachtig en draagt een leesbril omdat ze niet tegen contactlenzen kan. 

### Dubbelspel
Christina en Caroline arriveren op 18 januari 1990 Ramsay Street, Erinsborough waar ze zich verschuilen voor een moordenaar. Ze huren het huis van Paul Robinson (nr. 22) en geven zich uit voor Linda Giles. Caroline neemt deze rol op zich en wordt door Paul in dienst genomen als assistent-manager van het Lassiter's Hotel. Hoewel Christina binnen moet blijven om geen argwaan te voorkomen mag ze af en toe invallen, maar in haar onhandigheid laat ze een spoor van vernieling na en kiest ze zelfs de verkeerde dag uit. Juist op die dag loopt Caroline het kantoor binnen en wordt Paul met de waarheid geconfronteerd. Pas nadat de moordenaar is opgepakt kunnen de zusjes zichzelf zijn. 

### Huwelijk met Paul
Christina en Caroline nemen Paul in huis; ze worden allebei verliefd op hem maar voeren een taboebeleid in. Christina, die een baan krijgt in de cadeauwinkel van het Lassiter's Hotel, gaat toch achter Paul aan wanneer Caroline een (kortstondige) relatie aanknoopt met Adam Willis. Maar helaas worden haar gevoelens niet beantwoord omdat Paul verliefd is op een ander; Isabella Lopez, met wie hij zich verloofde tijdens een zakenreis. Christina vertrouwt Isabella niet en komt er al snel achter dat zij slechts uit is op een verblijfsvergunning. Maar ook Christina vist achter het net, want Paul heeft het helemaal gehad met vrouwen. Ze krijgt pas loon naar werken als ze tijdens een gezamenlijke vakantie met Rory Marsden aanpapt om Paul jaloers te maken. In 1991 wordt Christina Mrs. Robinson; ze viert haar bruiloft op een cruiseschip.  

### Geboorte van Andrew
En er lijkt er een kind op komst; lijkt, want tot haar grote teleurstelling is ze juist niet zwanger. Christina voelt zich schuldig dat ze Paul, vader van vier kinderen uit twee eerdere relaties, met valse hoop op de been heeft gehouden. Ze besluit om niks te zeggen en probeert alsnog zwanger te worden; dit lukt pas nadat er Italiaans snoepgoed aan te pas komt. Als Paul haar naar het ziekenhuis brengt voor de bevalling raakt de benzine op; een vrachtwagenchauffeur biedt de reddende hand waarna Christina geboorte geeft aan een zoon, Andrew.
Daarna gaat Paul er een tijdje tussenuit om te herstellen van de zenuwinzinking die veroorzaakt werd door de financiële chaos op het werk. Christina is dus voorlopig op zichzelf aangewezen, maar als goedmaker komt Pauls dochter Amy logeren met wie er pas na veel moeite een band ontstaat.

### Verraad van Caroline en vertrek naar Hawaï
Op 11 mei 1992 krijgt Christina een zware tegenslag te verwerken; Caroline is halsoverkop naar Milaan vertrokken, en een paar weken later wordt duidelijk waarom. Christina hoort via de babyfoon een gesprek tussen Paul en zijn grootmoeder Helen over zijn affaire met Caroline; iedereen wist het dus behalve zij. Christina laat het er niet bij zitten; ze zet Paul het huis uit en dreigt met een scheiding en een voogdijzaak. Voordat ze haar plan ten uitvoer brengt vliegt ze naar Milaan voor de confrontatie met Caroline. Dit leidt ertoe dat de zusjes weer tot elkaar komen, en ook Paul krijgt op grond van zijn spijtbetuiging een tweede kans. Christina en Paul leggen op 5 augustus opnieuw hun geloftes af in hun voortuin. Daarna vertrekken ze naar Hawaï om een nieuw filiaal van Lassiter's te runnen. 

### Avontuur met een staartje
Van eind goed al goed is geen sprake; nadat ze Hawaï voor Brazilië hebben verruild, keert Paul in 1997 terug naar huis waar hij zeven jaar celstraf krijgt wegens frauduleuze praktijken (ten koste van zwager Philip Martin). Reden te meer voor Christina om alsnog te scheiden. Na acht jaar in Schotland te hebben doorgebracht keert vestigt ze zich in Sydney, zonder Andrew die in 2009 weer bij zijn hertrouwde vader is gaan wonen. Christina heeft telefonisch laten weten dat Andrew bij haar niet meer welkom is.   

### Terugkeer
Op 1 juni 2019 kondigden Gayle en Gillian Blakeney een terugkeer in Neighbours aan voor drie afleveringen; ze werden nog dezelfde week overgevlogen vanuit hun huidige thuisbasis Los Angeles voor de opnamen. Caroline en Christina komen over naar Queensland waar ze Paul verrassen door op zijn zoveelste bruiloft (ditmaal met Terese Willis) aanwezig te zijn. 